# Трилинг
Трилинг је српски филм из 2005. године у режији Срђана Стојановића. Премијера филма одржана је 20.12.2005. године у Дому културе "Студентски град".

## Радња
Модерна урбана драма о три млада пара који пролазе кроз емоционалну кризу. Земљотрес повезује три приче у једном граду и откриће ко ће остати заједно, а ко ће се разићи.

## Улоге
| Глумац            | Улога   |
| ----------------- | ------- |
| Јелена Гледић     | Маша    |
| Данијела Босиочић | Исидора |
| Никола Јовалекић  | Немања  |
| Бојан Орловић     | Стефан  |
| Рада Комненовић   | Милена  |
| Иван Симић        | Сима    |
| Биљана Ћућко      | Марија  |
| Миљан Микић       | Гиле    |
| Зорица Алимпић    | Луиз    |